# Attaque de Boulikessi (2017)
Pour les articles homonymes, voir Attaque de Boulikessi.
Guerre du Mali
Batailles
L'attaque de Boulikessi a lieu le 5 mars 2017 pendant la guerre du Mali.

## Déroulement
Le 5 mars 2017, une patrouille de l'armée malienne, issue du GTIA Waraba, est attaquée à Boulikessi, une localité située aux abords de la frontière avec le Burkina Faso,. Les djihadistes attaquent vers cinq heures du matin avec des motos et au moins trois pick-up,,. Les soldats maliens sont mis en déroute, une vingtaine d'entre-eux trouvent refuge à pied au village burkinabé de Dambatousougou, d'autres se replient sur Mondoro,. Des véhicules et une grande partie du matériel militaire sont brûlés ou emportés par les assaillants,.  
Des combattants du MAA loyaliste sont également présents près de Boulikessi au moment de l'attaque, mais ils prennent la fuite sans combattre.
Après l'attaque, l'armée malienne envoie des renforts issus des GTIA Waraba et Debo sur place pour traquer les assaillants, tandis que les Français de l'Opération Barkhane dépêchent des hélicoptères,.

## Revendication
Peu après l'attaque, une source de sécurité régionale de l'AFP affirme qu'elle serait le fait du groupe Ansarul Islam, actif dans la région frontalière du Mali et du Burkina Faso,. Cependant elle est finalement revendiquée le 9 mars par le Groupe de soutien à l'islam et aux musulmans via les agences privées mauritaniennes Agence Nouakchott Information et Al-Akhbar,.

## Pertes
Selon le ministère de la défense, le bilan de l'attaque est de 11 morts et 5 blessés dans les rangs de l'armée malienne. Un habitant de Boulekessi fait quant à lui état de 13 soldats tués au média malien Nord Sud Journal. Dans son rapport de mars 2017, l'ONU fixe le bilan à 15 morts et 5 blessés pour les militaires maliens. De son côté, le Groupe de soutien à l'islam et aux musulmans affirme ne déplorer que deux blessés dans ses rangs, avoir tué plus d'une dizaine de militaires maliens et détruit cinq véhicules,.
Trois soldats maliens sont également faits prisonniers à Boulikessi. En octobre 2017, une vidéo montrant onze militaires maliens capturés entre juillet 2016 et mars 2017 est diffusé par le Groupe de soutien à l'islam et aux musulmans,,.